# Wallburg (Carolina del Norte)
Wallburg es un pueblo ubicado en el condado de Davidson y en el estado estadounidense de Carolina del Norte. Se incorpora, pero nunca fue reconocido como un lugar designado por el censo por el Oficina del Censo antes de su incorporación en 2004. La localidad en el año 2007, tenía una población de 2.918 habitantes en una superficie de 14,7 km², con una densidad poblacional de 198,5 personas por km².

## Geografía
Wallburg se encuentra ubicado en las coordenadas 36°03′36″N 80°08′22″O / 36.06000, -80.13944. Según la Oficina del Censo, la localidad tiene un área total de 14,7 km² (5,7 mi²), de la cual 14,7 km² (5,7 mi²) es tierra y 0 km² (0 mi²) (0.0%) es agua.